# Jess Greenberg
Jess Greenberg (Londres, 20 de diciembre de 1994), es una personalidad de YouTube, cantante, y guitarrista acústica de Londres, Inglaterra.

## Biografía
Greenberg empezó a actuar públicamente en una edad temprana. En una entrevista ella contó su actuación de Elvis Presley "No puedo evitar enamorarme" a la edad de cuatro años mientras estaba de viaje a St. Tropez en el Hotel Byblos. "Pedí 'No puedo evitar enamorarme' de Elvis y el intérprete me preguntó si yo lo cantaría. Recuerdo estar tan entusiasmada." Más tarde explique el efecto de ver en 2003 la película de Jack Black Escuela de rock en sus intereses musicales, recuerdo que cambió completamente mi visión de la música. Empecé a escuchar Guns N' Roses, AC/DC, Red Hot Chili Peppers … y me di cuenta cuánto me encanta la música de rock." Greenberg también citó a Jimi Hendrix como "uno de mis inspiraciones más grandes".
Greenberg empezó a subir covers de canciones en YouTube en 2010, a la edad de 15 años. En diciembre de 2012, Greenberg fue seleccionada como la Artista Femenina del Mes en el sitio web de la revista Estrella Central. En agosto de 2013, también ganó la competición "Verano Totalmente Cubierto" de Ryan Seacrest por la versión de "Conseguir fortuna" por Daft Punk. Greenberg también atrajo atención significativa por su cover de la "carretera al Infierno" de AC/DC posteado en agosto de 2013.
En 2012, Greenberg declaró que desea "ser una músico [profesional]", pretende estudiar economía en University College de Londres. con Estadística, Economía y Finanza después de completar un nivel A.

## YouTube
Fue en noviembre de 2015, cuando el canal de YouTube Greenberg tuvo más de un millón (1,011,000+) de suscriptores y sus vídeos tuvieron encima 107 millones de vistas.

### Recepción y revisión
En agosto de 2014, la versión de Greenberg "Enter Sandman" de Metallica, fue posteado por la versión en línea de Sports Illustrated como "el mejor cover de Metallica que encontrarás hoy". Entonces en octubre de 2014, Greenberg se estuvo presentando en el sitio web para Guitarra revista Mundial para sus covers de Dirigió Zeppelin "Rock and Roll" y "Whole Lotta Love" con "solos y todo" en asociación con la liberación de la versión remasterizada de su álbum, Led Zeppelin IV.
Greenberg estuvo presentado en una Marcha 2015 historia en el Metro revista de Reino Unido por Caroline Westbrook. Westbrook comentó que Greenberg, entonces 20, había acumulado más de 70 millones de vistas en YouTube y estaba de camino en convertirse en una "estrella de internet". Wesrbook también comentó que, a pesar de que Greenberg había recibido atención por su atractivo, es su talento la que la mantuvo en relevancia.